# Bimal Tarafdar
Bimal Chandra Tarafdar (ur. 6 lipca 1974) – banglijski lekkoatleta, sprinter.
W 1990 wystąpił na mistrzostwach Azji juniorów – na 100 metrów odpadł w eliminacjach, na 200 metrów odpadł w półfinale, a w skoku w dal zajął 11. miejsce.
Złoty medalista igrzysk Południowej Azji w biegu na 100 metrów (1993).
Na mistrzostwach świata w 1995 odpadł w eliminacjach na 100 metrów uzyskując rezultat 10,90 sekundy.
Podczas igrzysk olimpijskich w Atlancie (1996) odpadł w eliminacjach na tym samym dystansie z czasem 10,98.

## Rekordy życiowe
- Bieg na 100 metrów – 10,57 (1995)